# Moulin d'Admiraal
Le moulin D'Admiraal (« l'amiral » en néerlandais) est un moulin à vent néerlandais situé dans l'ancien village de Buiksloot au nord de la commune d'Amsterdam. Ce moulin a été construit en 1792 et servait à broyer la craie. C'est le dernier exemplaire de ce type encore debout et le seul moulin situé dans l’arrondissement Amsterdam-Nord.
Le moulin a été construit en 1792 et 1793 par Symon Krol pour le compte de Roelof de Leeuw. Roelof de Leeuw était marié à Elisabeth Admiraal qui a donné son nom au moulin. Ce moulin servait à moudre du tuf qui, Mélangé à de la chaux, servait à fabriquer du mortier de construction.
Le moulin est aujourd'hui la propriété d'une association qui le fait vivre et assure les visites lors de journées portes ouvertes.

## Liste des propriétaires
- 1792 - 1806 : Roelof de Leeuw
- 1806 - 1818 : Jan Spaans
- 1818 - 1842 : Timon Grool
- 1842 - 1877 : Simon Grool
- 1877 - 1888 : Karel Hendrik Ditmar
- 1888 - 1897 : Willem Johan Melchers
- 1897 - 1955 : Daniël Melchers
- 1955 - 1965 : N.V. Zand- en Grindhandel v h D. van Baarsen
- 1965 - aujourd'hui : Stichting Krijtmolen d'Admiraal

## Photos du moulin

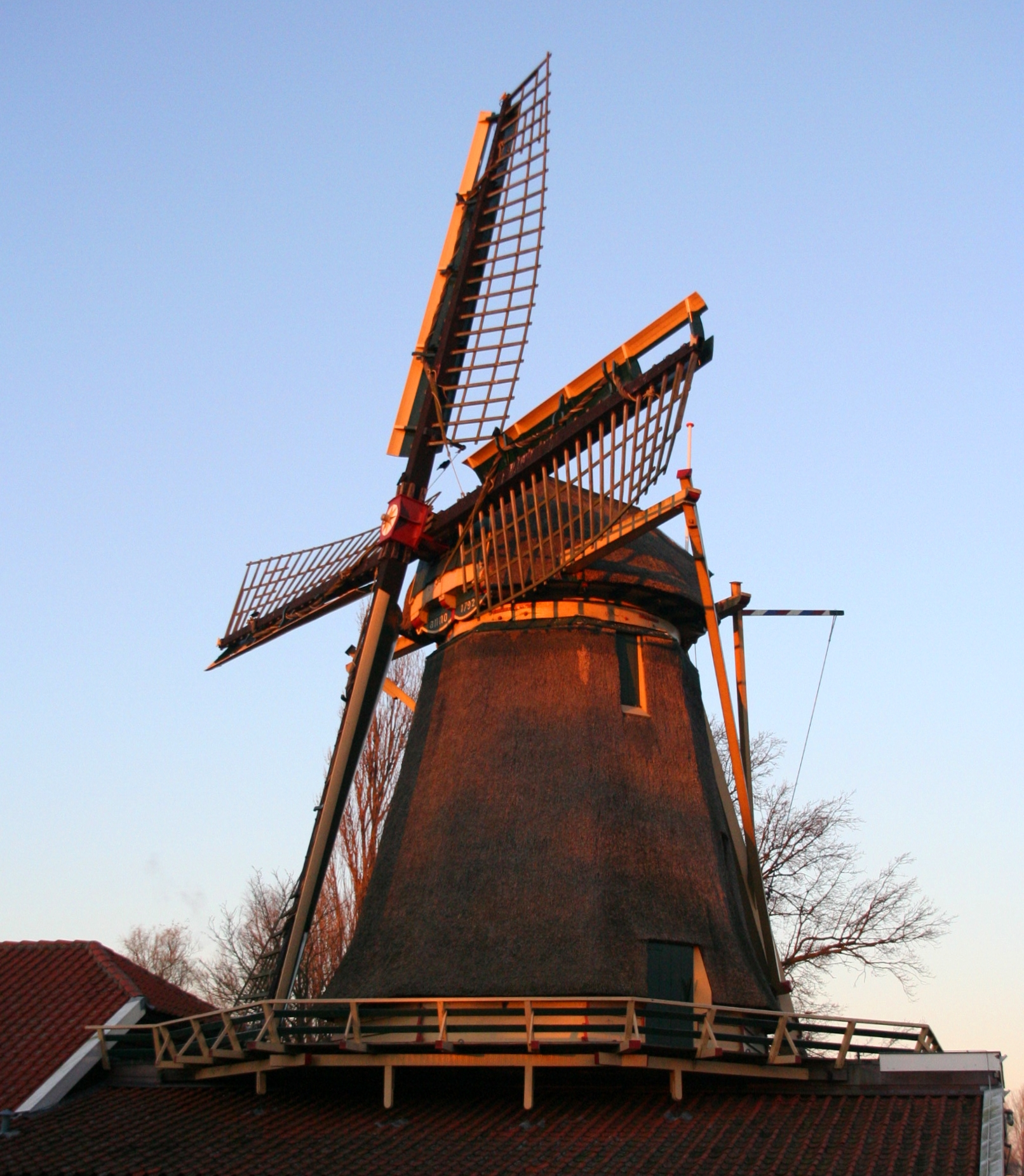
Le moulin en 2007
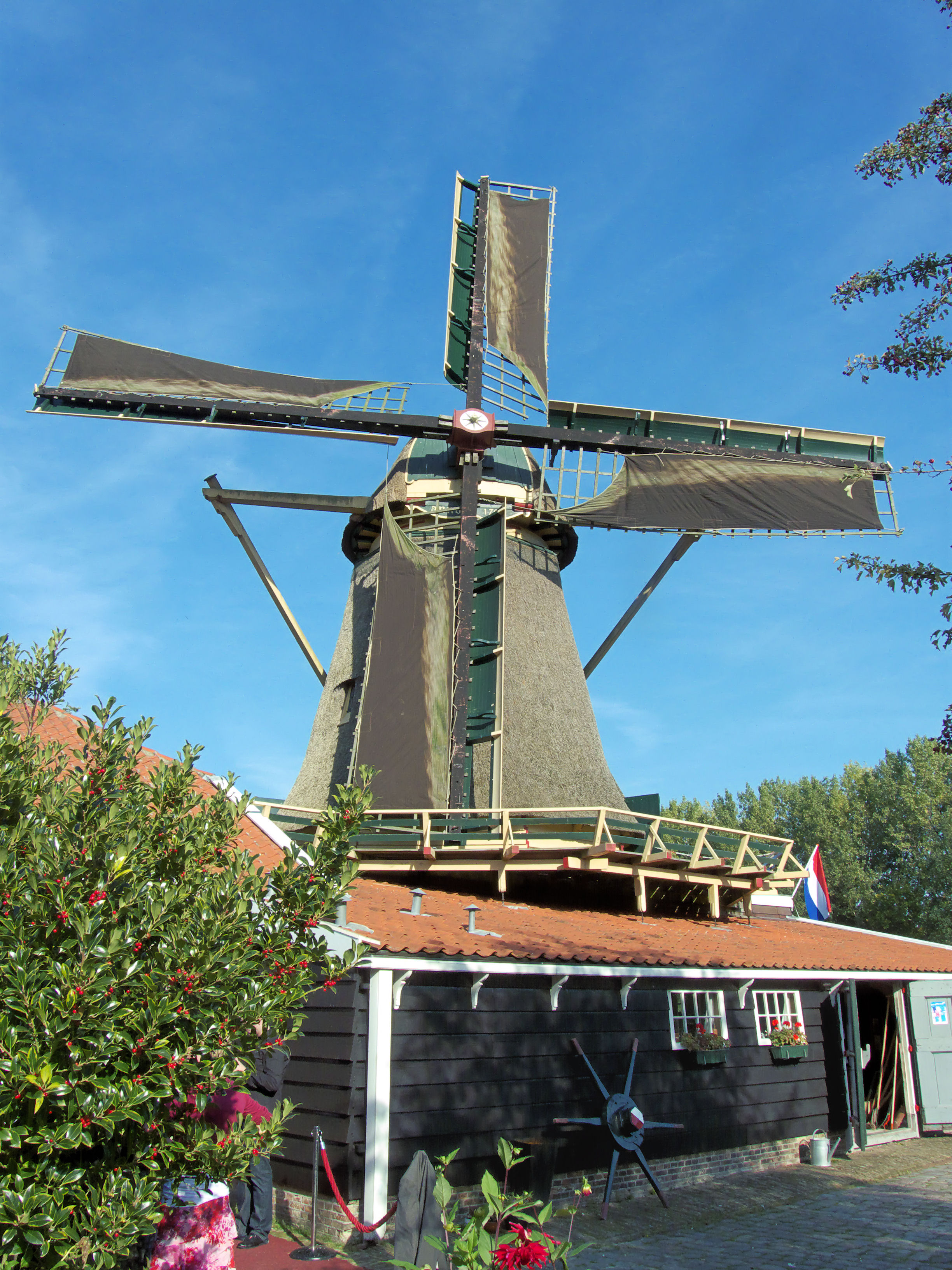
Le moulin avec ses voiles
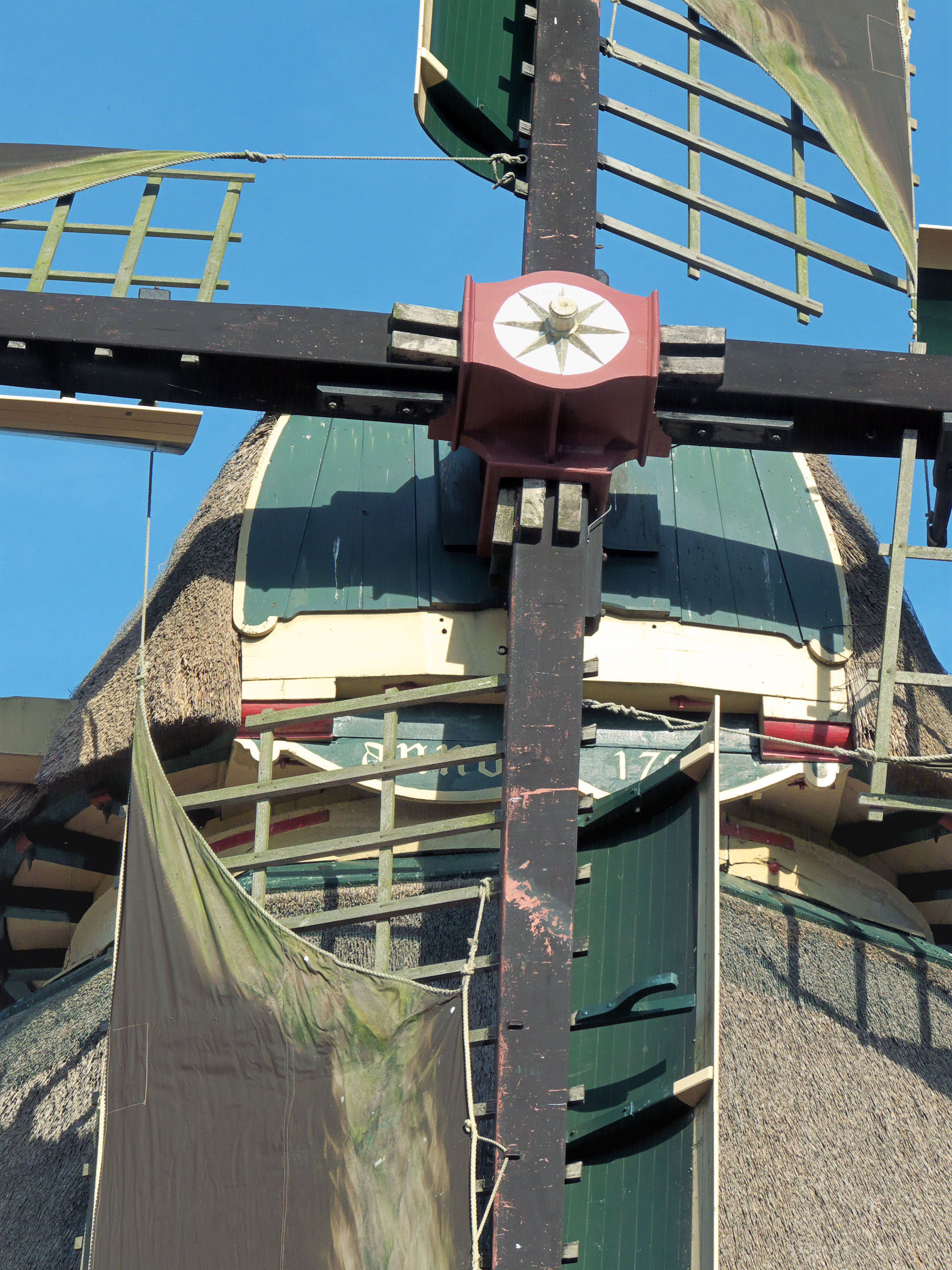
Axe
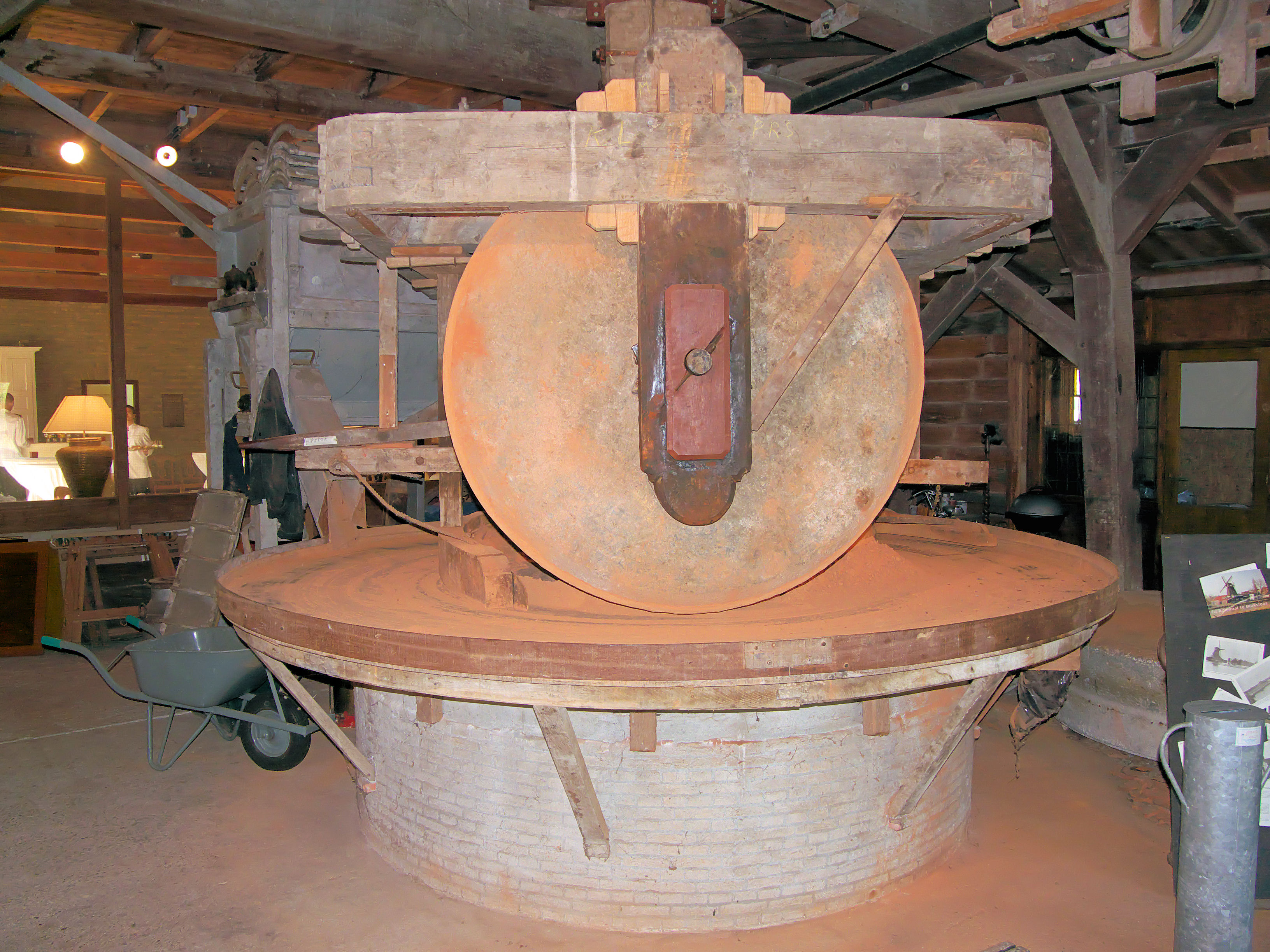
La meule
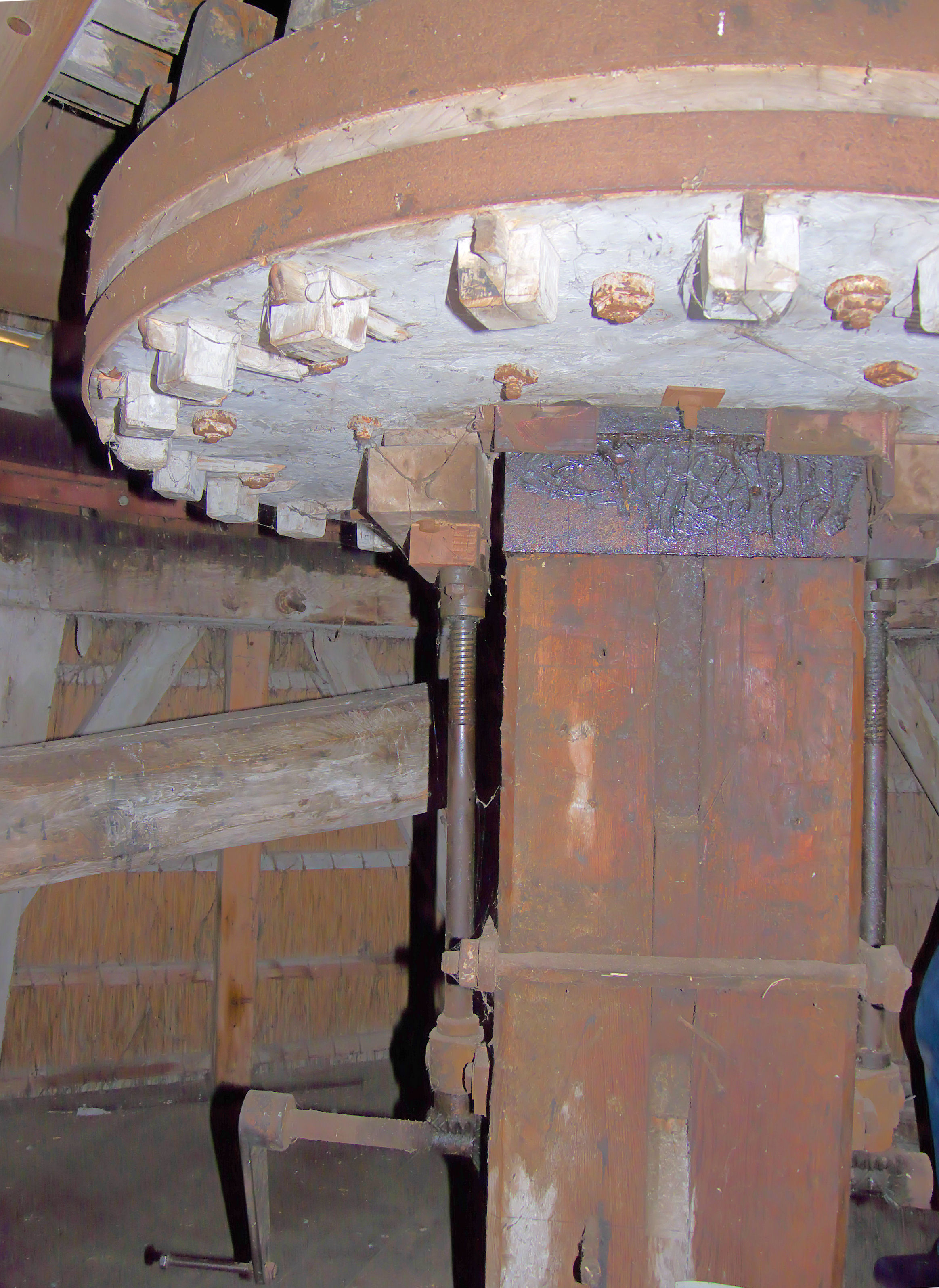
Détail du mécanisme